# محمودبن الیاس شیرازی
محمود بنالیاس شیرازی پزشک مردم ایرانی بود که در قرن ۱۸ میلادی می‌زیست. وی متولد شهر شیراز بود.
اطلاعات دربارهٔ زندگی وی اندک می‌باشد.